# Dimityr Popow
Dimityr Iliew Popow, bułg. Димитър Илиев Попов (ur. 25 czerwca 1927 w Kule, zm. 5 grudnia 2015 w Sofii) – bułgarski prawnik i polityk, radca prawny i sędzia, pierwszy od 1946 niekomunistyczny premier Bułgarii (1990–1991).

## Życiorys
Był absolwentem prawa na Uniwersytecie Sofijski im. św. Klemensa z Ochrydy (1950). Początkowo był zatrudniony jako górnik. Następnie do 1990 pracował w zawodach prawniczych, w tym jako radca prawny (1955–1972), a następnie jako sędzia w sądzie rejonowym w Sofii (1972–1990). W 1990 został wiceprzewodniczącym tego sądu.
W 1990 funkcjonujący po pierwszych półdemokratycznych wyborach parlamentarnych rząd Andreja Łukanowa z postkomunistycznej Bułgarskiej Partii Socjalistycznej nie mógł sobie poradzić z falą strajków i manifestacji ulicznych, jaka miała miejsce w Bułgarii w październiku i listopadzie tegoż roku. Zagrożeni utratą władz dawni komuniści zgodzili się na propozycję prezydenta Żelu Żelewa, aby utworzyć wielką koalicję z udziałem BSP i opozycyjnego Związku Sił Demokratycznych. Po miesiącu rozmów przedstawicieli obu ugrupowań została podjęta decyzja o powołaniu nowego gabinetu, pierwszego od pięćdziesięciu lat, w którego składzie znaleźliby się przedstawiciele opozycji antykomunistycznej. Na premiera tego rządu wyznaczono bezpartyjnego prawnika Dimityra Popowa. W jego gabinecie znalazło się 7 członków BSP, 3 przedstawicieli SDS i 2 ministrów z BZNS, a także sześciu ministrów bezpartyjnych. Rząd rozpoczął proces przekształcania gospodarki centralnie sterowanej w wolnorynkową. M.in. minister finansów Iwan Kostow ogłosił uwolnienie cen, a także zainicjowano prywatyzację. Gabinet zakończył urzędowanie w listopadzie 1991 po wyborach parlamentarnych wygranych przez SDS.
Dimityr Popow w 1992 kandydował w pierwszych bezpośrednich wyborach prezydenckich, otrzymując w pierwszej turze około 0,6% głosów. Od tegoż roku prowadził prywatną praktykę prawniczą w Sofii, był członkiem kilku organizacji pozarządowych. W 2001 został doradcą ministra sprawiedliwości przy opracowywaniu reformy sądownictwa.
Był mężem Marii Popowej. Mieli dwoje dzieci.